# チェック・オフ
チェック・オフ（check off）とは、使用者が給与支給の際、労働者の賃金から組合費を控除し、労働組合に一括して渡すことをいう。

## 概要
労働基準法第24条第1項但書を根拠とする労使協定に基づいて行われることから、「24協定」による「24控除」ともいわれる。同条第1項に定める、いわゆる賃金の全額払いの原則の例外にあたるため、ただし書の要件を具備しない限り、チェック・オフをすることはできない。チェック・オフ自体は、組合活動に対する経費援助にはならないとされ、また、労働組合の運営に対する支配介入ではないとされている。実際に実施するには24協定締結後、使用者と労働者との間で就業規則・労働契約等においてチェック・オフを行う旨を定める必要がある。
事業場（会社、役所または団体）に2以上の労働組合がある場合、一の労働組合がその事業場の労働者の過半数を組織していれば、その労働組合が24協定を締結することで、その枠内で所属組合を問わずチェック・オフをすることができる。その事業場の労働者の過半数を組織している労働組合がない場合、他の労働者に働き掛けて過半数労働者の代表を選出し、その代表が24協定を締結する必要がある。
方法としては源泉徴収を真似たものだが、給与天引きによる組合費徴収は、組合にとっては徴収の、組合員にとっては組合費納入の手間が省けるメリットがあるため、広く普及している。またチェック・オフが労使協調の成果や労使関係の安定を示すことであるため、連合や日本経団連は高く評価している。しかし、組合費徴収業務を使用者に代行してもらうという側面や、苦労なく毎月組合費が組合機関に自動的に納入されるということが、労働組合の腐敗を招く可能性があるとか、あるいは会社側の不当な便宜供与ではないかと見る向きもある。また、組合員の声を聞き、顔を見ながら徴収することも組合活動の一つと考える人にとっては、組合活動の停滞にも繋がるとの否定的な考え方もある。
組合員がチェック・オフの中止を申し入れた場合は使用者はこれを中止しなければならないというのが判例の立場である。チェック･オフは組合員による使用者への組合費弁済の委任であり、組合員が委任を取り消せば実施できなくなる。また24協定が労働協約によって締結されている場合であっても組合員がチェック･オフを受忍すべき義務を負うものではない、と最高裁判所は同判決で述べている。ただしこれには学説からの批判があり、組合規約に「組合費の納入はチェック・オフによる」と記載されていれば、それが組合員を拘束するので、組合員であり続ける限りチェック･オフに反対であっても組合が締結した24協定に拘束される、と考えられるためである。
厚生労働省の調査によれば、全労働組合のうちチェック・オフについて何らかの定めがある労働組合は全体の88.5%、労働協約によってチェック・オフを定めている労働組合は全体の74.1%にのぼる。組合費のチェック・オフの状況をみると、組合費のチェック・オフが「行われている」労働組合は91.0%、「全く行われていない」労働組合は7.7%となっている。チェック・オフが行われている労働組合のうち、「定期組合費以外についても行われている」労働組合は50.4%、「定期組合費のみについて行われている」労働組合は49.6%となっている。

## チェック・オフをめぐる事件など
2008年（平成20年）3月28日、大阪市議会は「チェック・オフ制度を廃止する条例」を可決した。大阪市の不祥事をめぐって、大阪市と大阪市労連（自治労加盟）の癒着に対する批判があり、自民党の提案により市議会で成立した。本来、労使協定であるチェック・オフだが、非現業職員には団体交渉権の一部が制限されているため、条例によってチェック・オフを実施していた。現業職員は労働基準法・労働組合法等が適用されることからこの後も労使協定でチェック・オフをしてきたが、2012年（平成24年）に当時の橋下徹大阪市長が現業職員に対してもチェック・オフ廃止を通告、翌年よりチェック・オフを廃止した。
これに対し、組合側が大阪市の行為は組合に対する支配介入（=不当労働行為）だとして大阪府労働委員会に救済申し立てを行い、大阪労委は2014年（平成26年）2月20日に大阪市の支配介入を認定、市が行った再審査請求でも中央労働委員会が支配介入を認めた。これを不服とした大阪市が国（中労委）を相手に起こした裁判でも大阪市の支配介入が認められ、最高裁は2019年（平成31年）4月25日に市側の上告を棄却し、大阪市の不当労働行為が確定した。